# Carlos Arroyo
Carlos Alberto Arroyo Bermúdez (Fajardo, 30 luglio 1979) è un ex cestista portoricano che giocava come playmaker.

## Biografia
Arroyo è cugino dell'attore Benicio Del Toro.

## Carriera

### Club
È stato il quinto giocatore portoricano a militare in NBA, per nove anni e in due occasioni diverse (2001-2008 e 2009-2011; nella stagione 2008-2009 giocò in Israele). Giocò anche nella Liga BSN in patria, nella Liga ACB in Spagna, nella Ligat ha'Al in Israele, in Turchia e nella NCAA (il circuito di squadre collegiali) negli Stati Uniti.

### Nazionale
Nel 2004 ha partecipato alle Olimpiadi di Atene, in occasione delle quali la selezione portoricana fu autrice di una storica vittoria contro gli Stati Uniti per 92-73. In quella gara il play caraibico mise a segno 25 punti, 7 assist e 4 palle rubate.
Con la nazionale portoricana ha partecipato anche al campionato mondiale 2006 in Giappone, durante i quali ha mantenuto una media di 21,2 punti a gara.

## Statistiche

### College
| Anno      | Squadra      | PG  | PT | MP   | TC%  | 3P%  | TL%  | RP  | AP  | PRP | SP  | PP   |
| --------- | ------------ | --- | -- | ---- | ---- | ---- | ---- | --- | --- | --- | --- | ---- |
| 1997-1998 | FIU Panthers | 29  | -  | 26,7 | 46,4 | 37,2 | 60,9 | 3,0 | 4,7 | 2,3 | 0,1 | 12,0 |
| 1998-1999 | FIU Panthers | 20  | -  | 29,8 | 43,7 | 37,5 | 69,4 | 2,9 | 4,7 | 1,2 | 0,1 | 12,5 |
| 1999-2000 | FIU Panthers | 22  | 22 | 36,0 | 45,5 | 35,1 | 72,4 | 2,6 | 5,2 | 1,7 | 0,0 | 17,7 |
| 2000-2001 | FIU Panthers | 29  | 29 | 38,4 | 43,1 | 29,5 | 74,4 | 3,4 | 4,0 | 1,8 | 0,2 | 21,2 |
| Carriera  | Carriera     | 100 | 51 | 32,8 | 44,5 | 34,0 | 70,3 | 3,0 | 4,6 | 1,8 | 0,1 | 16,0 |

### NBA

#### Regular Season
| Anno      | Squadra         | PG  | PT  | MP   | TC%  | 3P%  | TL%  | RP  | AP  | PRP | SP  | PP   |
| --------- | --------------- | --- | --- | ---- | ---- | ---- | ---- | --- | --- | --- | --- | ---- |
| 2001-2002 | Toronto Raptors | 17  | 0   | 5,6  | 44,8 | -    | 66,7 | 0,7 | 1,2 | 0,4 | 0,0 | 1,8  |
| 2001-2002 | Denver Nuggets  | 20  | 1   | 13,8 | 43,9 | 0,0  | 75,0 | 1,4 | 2,5 | 0,3 | 0,1 | 4,1  |
| 2002-2003 | Utah Jazz       | 44  | 0   | 6,5  | 45,9 | 42,9 | 81,8 | 0,6 | 1,2 | 0,3 | 0,0 | 2,8  |
| 2003-2004 | Utah Jazz       | 71  | 71  | 28,3 | 44,1 | 32,5 | 80,4 | 2,6 | 5,0 | 0,9 | 0,1 | 12,6 |
| 2004-2005 | Utah Jazz       | 30  | 16  | 24,7 | 40,1 | 38,9 | 84,1 | 1,5 | 5,1 | 0,7 | 0,1 | 8,2  |
| 2004-2005 | Detroit Pistons | 40  | 0   | 17,7 | 37,6 | 8,3  | 76,7 | 1,5 | 3,2 | 0,6 | 0,0 | 5,4  |
| 2005-2006 | Detroit Pistons | 50  | 0   | 12,0 | 36,3 | 33,3 | 72,4 | 1,4 | 3,1 | 0,4 | 0,1 | 3,2  |
| 2005-2006 | Orlando Magic   | 27  | 0   | 22,0 | 50,2 | 35,7 | 81,0 | 2,2 | 2,9 | 0,7 | 0,0 | 10,8 |
| 2006-2007 | Orlando Magic   | 72  | 5   | 18,1 | 42,5 | 27,5 | 79,5 | 1,9 | 2,8 | 0,5 | 0,0 | 7,7  |
| 2007-2008 | Orlando Magic   | 62  | 20  | 20,5 | 45,1 | 34,5 | 85,3 | 1,8 | 3,5 | 0,4 | 0,0 | 6,9  |
| 2009-2010 | Miami Heat      | 72  | 35  | 22,0 | 47,5 | 28,0 | 84,4 | 1,8 | 3,1 | 0,5 | 0,1 | 6,1  |
| 2010-2011 | Miami Heat      | 49  | 42  | 20,3 | 45,8 | 43,8 | 80,0 | 1,6 | 2,0 | 0,3 | 0,0 | 5,6  |
| 2010-2011 | Boston Celtics  | 15  | 1   | 12,7 | 31,4 | 60,0 | 91,7 | 1,5 | 1,7 | 0,5 | 0,0 | 2,4  |
| Carriera  | Carriera        | 569 | 191 | 18,7 | 43,8 | 33,8 | 80,6 | 1,7 | 3,1 | 0,5 | 0,0 | 6,6  |

#### Playoffs
| Anno     | Squadra         | PG | PT | MP   | TC%  | 3P% | TL%  | RP  | AP  | PRP | SP  | PP  |
| -------- | --------------- | -- | -- | ---- | ---- | --- | ---- | --- | --- | --- | --- | --- |
| 2003     | Utah Jazz       | 3  | 0  | 9,0  | 33,3 | -   | 75,0 | 0,7 | 1,7 | 0,0 | 0,0 | 3,0 |
| 2005     | Detroit Pistons | 19 | 0  | 7,9  | 35,6 | 0,0 | 66,7 | 0,5 | 2,1 | 0,2 | 0,1 | 2,1 |
| 2007     | Orlando Magic   | 3  | 0  | 13,3 | 35,7 | 0,0 | 100  | 1,7 | 2,0 | 0,3 | 0,0 | 4,0 |
| 2008     | Orlando Magic   | 4  | 0  | 7,5  | 50,0 | 0,0 | 100  | 0,5 | 1,0 | 0,0 | 0,0 | 1,5 |
| 2010     | Miami Heat      | 5  | 5  | 23,0 | 46,2 | 0,0 | 100  | 1,8 | 2,2 | 0,6 | 0,0 | 5,2 |
| Carriera | Carriera        | 34 | 5  | 10,6 | 38,8 | 0,0 | 77,3 | 0,8 | 1,9 | 0,2 | 0,1 | 2,7 |

## Palmarès

### Squadra
- Campionato israeliano: 1

Maccabi Tel Aviv: 2008-2009
- Campionato turco: 2

Beşiktaş: 2011-2012
Galatasaray: 2012-2013
- Coppa di Turchia: 1

Beşiktaş: 2011-2012
- Supercoppa spagnola: 1

Barcellona: 2015
- Liga catalana: 1

Barcellona: 2015
- EuroChallenge: 1

Beşiktaş: 2011-2012

### Individuale
- Ligat ha'Al MVP finali: 1

Maccabi Tel Aviv: 2008-2009
- MVP Finali Campionato Turco:1

Beşiktaş: 2011-2012